# Freguesia de Vila Real
Die Freguesia de Vila Real ist eine portugiesische Gemeinde (Freguesia) im Kreis (Concelho) Vila Real im Norden Portugals. Sie ist die Stadtgemeinde der Stadt Vila Real.

## Geschichte
Die Gemeinde entstand im Zuge der Gebietsreform vom 29. September 2013 durch die Zusammenlegung der ehemaligen Gemeinden Nossa Senhora da Conceição, São Pedro und São Dinis unter dem Namen União das Freguesias de Vila Real (Nossa Senhora da Conceição, São Pedro e São Dinis). 2015 wurde die Gemeinde in Freguesia de Vila Real umbenannt.
Der Sitz der neuen Verwaltung ist Vila Real.

## Demographie
| Freguesia | Freguesia | Freguesia | Freguesia       | ehemalige Freguesias | ehemalige Freguesias       | ehemalige Freguesias | ehemalige Freguesias |
| --------- | --------- | --------- | --------------- | -------------------- | -------------------------- | -------------------- | -------------------- |
| Wappen    | Freguesia | Einwohner | Fläche in (km²) | Wappen               | Freguesia                  | Einwohner            | Fläche in (km²)      |
|           | Vila Real | 17343     | 7,09            |                      | Nossa Senhora da Conceição | 8866                 | 3,4                  |
|           | Vila Real | 17343     | 7,09            | São Pedro            | 4807                       | 2,21                 |                      |
|           | Vila Real | 17343     | 7,09            | São Dinis            | 3919                       | 1,48                 |                      |